# Taylor Sheridan
Taylor Sheridan, född som Sheridan Taylor Gibler Jr., den 21 maj 1970 i Chapel Hill, North Carolina, är en amerikansk manusförfattare, producent, regissör och skådespelare. 
Sheridan har bland annat skrivit manus till TV-serierna Special Ops: Lioness, Tulsa King och Yellowstone.

## Filmografi (i urval)
- 2015 – Sicario
- 2016 – Hell or High Water
- 2017 – Wind River
- 2018–2023 – Yellowstone (TV-serie)
- 2021 – Those Who Wish Me Dead
- 2021–2024 – Mayor of Kingstown (TV-serie)
- 2021–2022 – 1883 (TV-serie)
- 2022–2023 – 1923 (TV-serie)
- 2022–2023 – Tulsa King (TV-serie)
- 2023 – Special Ops: Lioness (TV-serie)
- 2024 – Landman (TV-serie)